# Jules Taeymans
Julianus (Jules) Petrus Apolonius Taeymans (Turnhout, 10 oktober 1872 - aldaar, 15 mei 1944) was een Belgisch architect.
Hij was de tweede zoon van Pieter Jozef Taeymans en hij ontwierp, evenals zijn vader, kerken, maar ook huizen in eclectische stijl. Daarnaast leverde hij een bijdrage aan diverse restauraties. Hij was evenals zijn vader provinciaal architect van Antwerpen en was vooral actief in Turnhout en omgeving.

## Leven en werk
Taeymans volgde middelbaar onderwijs aan het Sint-Jozefcollege van Turnhout en ging daarna naar de Koninklijke Academie voor Schone Kunsten te Antwerpen waar hij bouwkunst studeerde. Hij kreeg er onder meer les van Eugène Geefs. Nadat hij er afgestudeerd was bleef hij een vijftal jaar in de stad waarna hij als vrije student de lessen volgde van architect-hoogleraar Louis Cloquet aan de Rijksuniversiteit van Gent.
In 1901 werd Taeymans aangesteld als provinciaal architect van de provincie Antwerpen met als werkgebied het arrondissement Turnhout ter vervanging van zijn zieke vader. Na diens dood in 1902 werd hij definitief benoemd in de functie. Hij bleef provinciaal architect tot aan zijn pensioen in 1937.
Taeymans vond dat de gebouwen die hij ontwierp de macht van zijn opdrachtgevers moesten benadrukken. Hij ontwierp gebouwen in Vlaamse neorenaissancestijl en in eclectische stijl en de kerken die hij ontwierp waren meestal in neogotische stijl. Op het einde van zijn carrière waagde hij zich eveneens aan het modernisme.
Zijn grootste realisaties waren de parochiekerk en de pastorie van de Sint-Jozefparochie in Rijkevorsel (1907-1909), de Onze-Lieve-Vrouw Middelareskerk in Turnhout (1929-1930), het klooster en de school van het Heilig Graf in Turnhout (1921-1922) en verscheidene gemeentehuizen (Arendonk, Meerle, Oud-Turnhout, Poppel, Vosselaar). Onder zijn leiding werden eveneens verscheidene gebouwen gerestaureerd. Zo was hij onder meer verantwoordelijk voor de restauratie van het kasteel van de hertogen van Brabant in het centrum van Turnhout (1914-1921).
Taeymans was van 1901 tot 1928 tekenleraar aan de Stedelijke Tekenacademie van Turnhout en was er de laatste vier jaar eveneens directeur. Na een aanslepend conflict met het stadsbestuur van Turnhout nam hij er ontslag. Verder was hij sinds 1903 eveneens actief in de Turnhoutse heemkundige kring Taxandria waar hij bestuurslid was.